# Alfredo Stroessner Matiauda
Alfredo Stroessner Matiauda (Encarnación, 3 de novembre 1912 - Brasília, 16 d'agost 2006) fou un militar paraguaià que dirigí el país dictatorialment entre els anys 1954 i 1989.

## Biografia
Stroessner (també pot ser escrit com a Strössner o Strößner) va néixer el 3 de novembre de 1912 a Encarnación, departament d'Itapúa, una ciutat a la riba del Paranà vora la frontera amb l'Argentina. El seu pare, Hugo Stroessner, era un immigrant alemany provinent de la ciutat bavaresa de Hoff que treballava de comptable en una cerveseria, mentre que la mare, Heriberta Matiauda, era una camperola de la regió provinent d'una rica família paraguaiana.
Als 17 anys ingressà a l'exèrcit amb l'ajut del seu oncle Vicente Matiauda, tenint un ascens meteòric que arribà al seu punt àlgid quan, amb 36 anys, es converteix en el general més jove de l'Amèrica Llatina. A la Guerra del Chaco fou condecorat amb la Creu del Chaco i la Creu del Defensor. El 1951 ingressà al Partit Colorado.
El 15 d'agost de 1954, després de liderar un cop d'estat el 4 de maig del mateix any contra el president Federico Chávez, accedí a la presidència del Paraguai, malgrat ja exercia la seva influència sobre la política del país des de feia un temps, gràcies al suport que rebia de l'exèrcit. Una de les primeres mesures que va prendre fou la d'eliminar qualsevol mena d'oposició al seu règim tant dintre com fora del partit únic que regia amb fermesa, el Partit Colorado, fent créixer la por entre la societat paraguaiana. A partir d'aquell moment, el nou règim es basaria amb el clientelisme, el contraban, la malversació, la complicitat, l'obediència a la classe dirigent i el culte a la seva personalitat. La classe dirigent i militar es va enriquir fortament, mentre que els opositors van caure en desgràcia, mentre la majoria de la ciutadania sucumbia en la pobresa més absoluta. El suport dels Estats Units d'Amèrica, almenys fins al mandat de Ronald Reagan, fou vital per a la supervivència del règim. Paradoxalment, el Vaticà mai donà el seu suport a la dictadura de Stroessner, malgrat la seva condició de líder conservador i anticomunista.

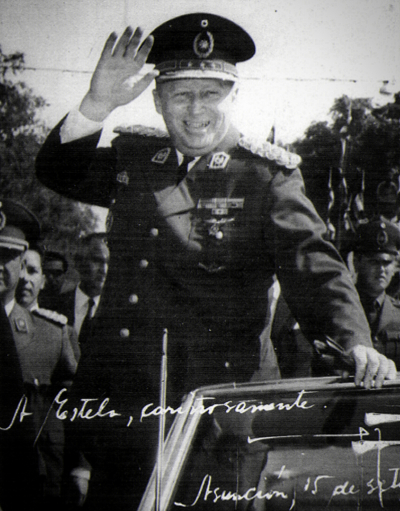
1968

Va aconsegur adaptar la Constitució i l'ordre jurídic als seus interessos i sempre fou reelegit amb una gran majoria a tots els comicis, que se celebraven cada cinc anys (el 1958, el 1963, el 1968, el 1973, el 1978, el 1983 i el 1988) sota el lema Paz, Trabajo y Bienestar con Stroessner (Pau, Treball i Benestar amb Stroessner en català) i reunien poques garanties democràtiques. Els seus rivals, sempre membres de partits polítics tolerats, eren febles i acusats a l'exterior de col·laborar amb el règim de Stroessner. Sovint es deia que el Partit Colorado, l'exèrcit i el poble paraguaià formaven una unitat granítica impossible de dissoldre. Durant la seva estança en el poder rebé molts sobrenoms, com ara El Jefe (El Cap en català), El Primer Magistrado (El Primer Magistrat), El Primer Deportista (El Primer Esportista), El Primer Trabajador (El Primer Treballador) o El Rubio (El Ros) entre d'altres.
Tanmateix, el 3 de febrer de 1989 el seu consogre, el general Andrés Rodríguez feu un cop d'estat amb el suport dels Estats Units i la major part de l'exèrcit, envoltat d'un clima de gran crispació després de diverses manifestacions il·legals promogudes pels partits clandestins de l'esquerra i els Sindicats i la crisi econòmica, que aconseguí expulsar Stroessner del poder davant la incredulitat del dictador, que considerava Rodríguez un home de la seva total confiança, tant que havia arribat a ser el número dos del govern, sols per darrere d'ell. Malgrat tot, Stroessner fou empresonat en una base militar i expulsat al Brasil, on visqué exiliat sense realitzar cap mena d'activitat política o militar fins a la seva mort, ocorreguda el 16 d'agost de 2006 causada per una pneumònia apareguda com a complicació d'una operació d'hèrnia discal a la que s'havia sotmès el juliol. Va ésser enterrat al Campament de la Pau de Brasília, però hi ha rumors que les seves restes podrien ser traslladades al Paraguai. El govern paraguaià ha renunciat a retre-li cap mena d'homenatge tot recordant que era un pròfug de la Justícia i se n'havia demanat l'extradició. Durant els anys de l'exili, el general Stroessner fou un personatge força polèmic al Paraguai, docs, mentre alguns al·legaven que es tractava d'un dictador tirànic, els altres destacaven el període de bonança econòmica que tingué el país durant el seu mandat.
Segons els seus biògrafs fou matiner (s'aixecava cada matí a les quatre i no s'anava a dormir fins a la una de la nit), taxatiu, dur, afeccionat a la pesca, el futbol i les cartes, així com de caràcter cruel, astut, inescrutable, intel·ligent i audaç. Ha estat el governant que més temps ha regit un estat de l'Amèrica Llatina, sols superat per Fidel Castro.

## El Stronato

### Violació dels Drets Humans
Com en la majoria de les dictadures llatinoamericanes, Stroessner va instituir regularment assassinats extrajudicials dels seus enemics. Un dels exemples més coneguts va ser l'Operació Còndor. Aquests registres, anomenats Arxius del Terror van ser descoberts el 1992 en una comissaria de Lambaré, prop de la capital paraguaiana. Els Estats Units van ajudar el general Stroessner de moltes maneres. Van enviar-hi el tinent coronel Robert Thierry, per ajudar els treballadors locals a construir un centre de detenció i interrogatori anomenat La Technica com a part de l'Operació Còndor. El jutge Manuel Aguirre va establir el febrer de 2024 que «es torturava d'una punta a l'altra del país, a tots aquells que eren considerats com a opositors al règim dictatorial».
No només els dissidents van estar sota el punt de mira del Stronato. El règim va perseguir els pobles indígenes, prenent les seves terres, traslladant els nadius a reserves i practicant execucions massives. Com a part de la seva política de persecució, el govern militar va ser responsable de l'exili de 20.814 paraguaians. Es calcula que entre 400 i 500 persones van ser desaparegudes, i entre 18.000 i 20.000 persones van ser víctimes de tortura i altres abusos.

### Política econòmica
Quan Stroessner arribà al poder, es trobà un país empobrit i en plena crisi econòmica. Malgrat tot, aconseguí una millora econòmica a partir de finals dels anys 50, que es mantingué fins a principi dels 80, quan el país començà a quedar aïllat internacionalment. El Tractat del Riu de la Plata permeté al Paraguai d'exportar productes als estats de l'entorn (Argentina, Brasil i Uruguai). També aconseguí estabilitzar la moneda gràcies a les negociacions que va mantenir amb el Banc Mundial per la concessió de préstecs.
Realitzà un gran nombre d'infraestructures com la Represa d'Itaipu, ponts, carreteres, autopistes, universitats, hospitals i, fins i tot, ciutats com la de Puerto Flor de Lis (actual Ciudad del Este) el 1957. També feu una petita reforma agrària.

### Relacions exteriors
El règim de Stroessner era enemic declarat del comunisme, fins a tal punt que no tingué amb tipus de relació amb els Estats declarats com a socialistes com, per exemple, la Cuba de Fidel Castro. De fet, cap estat comunista tingué una ambaixada oberta al país, a excepció de Iugoslàvia.
Com s'ha dit a l'apartat anterior, tampoc tingué bones relacions amb l'Església Catòlica, fet que provocà algunes dificultats durant el seu mandat. El 1972, després que la policia destruís la Universitat d'Asunción, l'arquebisbe d'Asunción excomunicà el ministre de l'Interior i el cap de la policia. A més, la visita del Papa Joan Pau II al Paraguai el 1988, es va veure com una mostra clara de suport als dissidents al règim de Stroessner.

Stroessner (dreta) estreta la mà del president del Brasil, Castelo Branco, durant la inauguració del Pont de l'Amistat (1965).

A part de les bones relacions, ja esmentades, amb els Estats Units (que durant la Guerra Freda intentà impedí l'aparició de règims comunistes amb el suport a dictadures militars a l'Amèrica Llatina), també es relacionà amb la França de Charles de Gaulle, el Japó i Alemanya Occidental. Tampoc tingué inconvenient per donar suport a altres dictadures llatinoamericanes, com la de Nicaragua. El suport d'aquests Estats començà a minvar cap al final de la Guerra Freda, fet que coincideix amb la democratització dels Estats de l'entorn (Argentina, Xile, el Brasil, etc.).
Alfredo Stroessner fou conegut i molt criticat internacionalment per la seva simpatia envers el nazisme i la seva disposició a atorgar asil polític a líders o col·laboradors de règims dictatorials. Entre els refugiats més coneguts trobam el dictador Anastasio Somoza Debayle i el metge nazi Josef Mengele (del qual Stroessner en negà l'extradició a Israel nombroses vegades). Uns 200.000 alemanys acusats de col·laborar amb el Tercer Reich van rebre asil polític al Paraguai durant la dictadura de Stroessner.
El 1992 es feu públic que el general Stroessner col·laborà amb l'Operació Còndor, pel qual es pretenia perseguir els opositors exiliats als països de l'Amèrica del Sud aliats amb Stroessner (Bolívia Xile, Argentina, Uruguai, Brasil, Perú, y Equador).

## Vida personal

### Vida familiar
Des de 1949 el Stroessner va estar casat amb Eligia Mora (morta el 2005), de qui mai es va separar, amb qui tingué tres fills: Gustavo Adolfo, Graciela Concepción i Hugo Alfredo, aquest darrer mort per sobredosi.
Tota la seva vida, el general Stroessner tingué fama de bevedor i femeller. La majoria de les seves amants conegudes eren adolescents, entre les més conegudes hi hauria Nelly Farina i María Estela Legal, amb qui tingué dues filles il·legítimes. Sembla que les tractava amb gran consideració, però va deixar embarassades algunes de les dones. Amb freqüència, les obligava a casar-se amb un home de la seva elecció. Eren els militars els que posaven en contacte les senyores amb el general. Fins i tot s'ha arribat a afirmar que es trobava a casa de Maria Estela Legal el dia del cop d'estat.

### Rumors sobre el seu estat de salut
Durant molts anys, l'estat de salut d'Alfredo Stroessner fou objecte de moltes conjectures dintre del Paraguai. Molts cops, mentre encara dirigia el país, es digué que patia càncer de pròstata o de pell, car mai donava la mà a ningú. Fins i tot, alguns militars van intentar convèncer-lo que passés el poder al seu fill Gustavo Adolfo. També es deia que tenia una estranya malaltia a la sang que l'obligava a rebre transfusions de gent jove. Als anys d'exili aquests rumors es van intensificar fins que es conegué la seva mort.